# Noseland
Noseland ist ein österreichischer Dokumentarfilm des Regisseurs Aleksey Igudesman aus dem Jahr 2012. Der Film gibt Einblicke in das 10. Julian Rachlin & Friends Festival 2010 mit der Beteiligung der Schauspieler John Malkovich und Sir Roger Moore, sowie den Musikern Aleksey Igudesman, Julian Rachlin, Hyung-Ki Joo und zahlreichen weiteren. Der Film feierte beim 11. Transilvania International Film Festival am 8. Juni 2012 in Cluj Premiere.

## Handlung
Der Film handelt von dem alljährlich in der kroatischen Küstenstadt Dubrovnik stattfindenden Festivals des Violinisten Julian Rachlin, der gemeinsam mit Schauspielern, Komponisten und Musikern Projekte erarbeitet. Neben zahlreichen Interviews mit Beteiligten, die grundsätzlich in jedem Interview von Aleksey Igudesman beleidigt werden, sind Aufnahmen von Proben und Inszenierungen zu sehen.
Ebenso übernehmen Aleksey Igudesman und Julian Rachlin das Kommentieren ihres Films mit trockenem Humor.

## Soundtrack
Am 6. Juni 2012 wurde die Filmmusik teilweise bei ITunes und Amazon veröffentlicht. Der Soundtrack erhält folgende Stücke:
01. The Malkovich Torment
02. Piano Trio Dubrovnik
03. The Wrap Rap
04. Ciarusco
05. End Credits

## Hintergrund
- Der Titel Noseland bezieht sich auf den Nasen-Fetischismus von Julian Rachlin.
- Der komplette Film wurde innerhalb von 14 Tagen beim Julian Rachlin & Friends 2010 Festival in Dubrovnik gedreht.
- Alle Interviews in diesem Film sind komplett improvisiert und der ganze Film folgt nur einem Konzept, welches die Crew um Aleksey Igudesman verfasst hatte.
- Noseland wurde als No-Budget-Produktion begonnen, nur Flüge, Unterkunft und Verpflegung wurden der Crew gezahlt. Erst nach einem Jahr sorgte der ausführende Produzent George Votis für ausreichend Geld, um den Film fertigzustellen und auf Festivals einzureichen.[2]
- John Malkovich sagt, dass er diesen Film liebe.[3]
- Schon 2008 berichtete Georg Riha vom Festival in der Dokumentation Musik und Meer ebenfalls mit John Malkovich und Sir Roger Moore

## Kritik
„Klassik, eine verstaubte Welt für elitäre Kreise? Mit diesem Klischeebild räumt „Noseland“ mit viel Witz und Ironie und einem Sommerhit-tauglichen Klassikrap als Titelsong ein für alle Mal auf.“

## Auszeichnungen
DocMiami 2012
- Gewinner in der Kategorie Most Entertaining Documentary für Noseland

## Festivalaufführungen
Noseland lief unter anderem beim 11. Transilvania International Film Festival am 8. Juni 2012 in Cluj in der Kategorie Special Screenings Showcase. Des Weiteren wurde der Film zum 47. Karlovy Vary International Film Festival eingeladen, wo er in der Kategorie Forum of Independents gezeigt wurde. Seitdem lief (und läuft) "Noseland" bei mehr als 10 internationalen Filmfestivals rund um die Welt. Eine genaue Auflistung ist auf der offiziellen Website zu finden.